# Still (Algeria)
Still è un comune dell'Algeria, situato nella provincia di El M'Ghair.